# Chèvremont-Fontenelle
Chèvremont-Fontenelle is een voormalige gemeente in het Franse departement Territoire de Belfort die in 1973 werd gevormd door de fusie van de gemeente Chèvremont en Fontenelle. De fusie werd op 1 januari 1978 weer ongedaan gemaakt waarmee de gemeenten weer zelfstandig werden.